# Žena kojoj sam čitao (2008.)
Žena kojoj sam čitao (engleski: The Reader, njemački: Der Vorleser) je američko-njemački dramski film iz 2008. godine, redatelja Stephena Daldryja. Scenarij je napisao David Hare, prema istoimenom književnom predlošku Bernharda Schlinka.
Priča prati Michaela Berga, berlinskog odvjetnika koji je kao tinejdžer krajem 1950-ih imao ljubavnu vezu sa starijom ženom, Hannom Schmitz, za koju se osam godina kasnije doznalo da je bila čuvar u logoru Auschwitz. Berg kao student prava prati Hannino suđenje, ali se ne usuđuje otkriti njezinu tajnu, koja bi joj mogla pomoći u sudskom procesu.
Glavne su zvijezde filma Kate Winslet i gotovo anonimni mladi njemački glumac David Kross. Winslet je za svoj nastup pobrala brojne pohvale i nagrade, uključujući i Oscara za najbolju glavnu glumicu za 2008.
Dva producenta filma, Anthony Minghella i Sydney Pollack, preminuli su prije premijere. Film je posvećen obojici.

## Radnja
Radnja započinje 1995. u Berlinu. Sredovječni odvjetnik Michael Berg (Ralph Fiennes) prisjeća se svog dječaštva 1958. godine. Petnaestogodišnji Michael (David Kross) silazi s tramvaja jer se ne osjeća dobro te luta ulicama. Hanna Schmitz (Kate Winslet), 36-godišnja kondukterka iz tramvaja, pomogne mu i odvede ga doma. Michaelu je dijagnosticiran šarlah te mora mirovati tri mjeseca. Nakon što se oporavio, posjećuje Hannu kako bi joj se zahvalio za pomoć. Međutim, ona ga zavede i oni započnu seksualnu vezu.
Tijekom njihove veze u njezinom stanu, Michael Hanni čita razna književna djela o kojima uči u školi, između ostalog Homerovu "Odiseju", Twainove "Pustolovine Huckleberryja Finna" i Čehovljevu pripovijetku "Dama sa psetancetom". Michael se zaljubi u Hannu, no ona jednog dana jednostavno nestane bez traga.
Radnja dalje prati Michaela kao studenta prava na sveučilištu Heidelberg, godine 1966. Studenti profesora Rohla (Bruno Ganz), preživjelog logoraša, prisustvuju suđenju članicama SS odreda, koje su dopustile da 300 židovskih logorašica izgori u zapaljenoj crkvi, nakon evakuacije Auschwitza 1944. godine. Michael na svoj užas otkriva da je Hanna jedna od optuženih. Pod dojmom te spoznaje, posjećuje Auschwitz te nijemo razgledava barake i plinske komore.
Ključni svjedok tužiteljstva na suđenju je Ilana Mather (Alexandra Maria Lara), autorica knjige u kojoj je opisala kako su ona i njezina majka preživjele logor. Nakon njezinog iskaza, Hanna priznaje da je kao stražar u logoru vršila odabir kojih će deset žena umrijeti taj mjesec. Također se dozna da je Hanna zahtijevala od nekih logorašica da joj čitaju. Nakon što je optužena da je sastavila izvješće o požaru, koji tužiteljstvu služi kao krunski dokaz o njezinoj krivnji, Hanna isprva to pobija, a poslije priznaje da ga je sastavila. Nakon čitanja presude, ostale su čuvarice osuđene na po nekoliko godina, a Hanna na doživotni zatvor.
Istina je ipak drugačija, a to tada shvaća i Michael: Hanna je nepismena i radije će provesti život u zatvoru, nego to priznati. Michael se pak ne uspijeva prisiliti da iznese činjenice koje bi spasile Hannu, jer bi time i njihova veza izašla na vidjelo. On se ženi kolegicom s fakulteta Marthom (Karoline Herfurth) i s njom ima kćer. Nakon nekoliko godina se razvodi, ne uspjevši sa suprugom ostvariti prisnost zbog emotivnih rana iz prošlosti. Nakon selidbe pronalazi knjige iz razdoblja veze s Hannom; počinje ih snimati na kazetofon i slati vrpce Hanni u zatvor. Ona polako počinje učiti čitati i pisati te piše pisma Michaelu, no on joj ne otpisuje niti je posjećuje.
Godine 1988. socijalna radnica posjećuje Michaela, kako bi ga zamolila da pomogne Hanni da se snađe u vanjskom svijetu, pošto je ona odslužila svoju kaznu. Michael nevoljko pristaje i posjećuje Hannu u zatvoru, no daje joj do znanja da ne želi imati nikakav kontakt s njom. Ona se potom, večer prije nego što bi trebala biti puštena objesi u svojoj ćeliji.
Michael putuje u New York, gdje se susreće s Ilanom (Lena Olin), kojoj priznaje svoju vezu s Hannom te činjenicu da je ona bila nepismena, kao i da je u oproštajnom pismu ostavila svoju ušteđevinu Ilani. Ilana odbija novac, ali predlaže da ga Michael uplati na račun neke udruge za borbu protiv nepismenosti.
Na kraju filma Michael posjećuje Hannin grob zajedno s kćeri Julijom i prvi joj put priča svoju priču.

## Glumci
- Kate Winslet kao Hanna Schmitz
- Ralph Fiennes kao Michael Berg
- David Kross kao mladi Michael Berg
- Alexandra Maria Lara kao mlada Ilana Mather
- Lena Olin kao Ilana Mather/Rose Mather
- Bruno Ganz kao profesor Rohl
- Karoline Herfurth kao Martha

## Produkcija
U travnju 1998. Miramax je otkupio prava na književni predložak pisca Bernharda Schlinka. Snimanje je studio The Weinstein Company (koji se 2005. izdvojio iz Miramaxa) započeo u rujnu 2007. godine, kada je i Stephen Daldry izabran za redatelja, a Ralph Fiennes za glavnog glumca. Daldry, engleski kazališni i filmski redatelj, imao je iza sebe hvaljene Billyja Elliota i Sate. Kate Winslet je isprva odbila ulogu Hanne zbog drugih obveza pa je uloga dodijeljena Nicole Kidman. Ipak, nakon što je u siječnju 2008. Kidman napustila projekt zbog trudnoće, uloga je ponovo ponuđena Winslet, a ova ju je prihvatila.
Film se snimao na lokacijama u Njemačkoj i Poljskoj, a zadnja je klapa pala 14. srpnja 2008. u Kölnu. Producenti su za projekt od njemačke vlade dobili 718.752 dolara. Ukupno su braća Weinstein iz Njemačke dobili oko 4,1 milijun dolara.
Premda je prvotno zamišljeno da film bude na njemačkome, pisac Schlink je inzistirao da bude na engleskome, kako bi se naglasilo da neke od tema filma nisu specifične samo za Njemačku. Daldry i scenarist David Hare su sa Schlinkom putovali lokacijama iz romana, gledali dokumentarne filmove o razdoblju nakon rata te čitali knjige o ženama koje su bile SS-ovi čuvari u logorima. Svi glumci u filmu govore engleski s njemačkim akcentom, koji je sličan onome iz humoristične serije "'Allo 'Allo!", a sve kako bi se uskladili s naglaskom Davida Krossa, koji je engleski naučio za potrebe uloge u filmu.
Tijekom snimanja, Chris Menges je zamijenio Rogera Deakinsa kao glavni snimatelj, a producent Scott Rudin je napustio projekt zbog sukoba oko datuma izlaska filma te je maknut sa špice.

### Glazba
Autor glazbe za film je mladi američki skladatelj Nico Muhly, koji je na većem dijelu soundtracka koristio klavirsku glazbu upotpunjenu gudačima, flautama i oboama. Glazba, koja je nenametljiva i diskretno prati radnju filma, dobila je dobre recenzije kritičara.
Za skladanje glazbe su, osim Muhlyja, u konkurenciji bili i za Oscara nominirani Španjolac Alberto Iglesias i mladi hrvatski skladatelj Ozren K. Glaser.

## Reakcije

### Kritike
Winslet je za svoj nastup dobila mnoge pohvale, premda su neki kritičari, kao Marko Njegić iz Slobodne Dalmacije, smatrali da je ta uloga slabija od one u Putu oslobođenja. Film je na Rotten Tomatoes dobio umjereno pozitivne kritike (oko 62%). Časopis "Variety" je napisao da je "film dobro režiran i dramatiziran, ali da mu fali života." Manohli Dargis, filmskoj kritičarki The New York Timesa nije se svidjela struktura filma, rađena kroz prisjećanja glavnog lika, kao ni tendencija umjetničkog pristupa užasnim temama.
Kritičar Patrick Goldstein iz Los Angeles Timesa napisao je da je "najveći problem filma taj da ne uspijeva dočarati jezoviti intenzitet vlastite tematike" kao i da je film naišao na mlak prijem kod filmske kritike. Ron Rosenbaum je kritizirao usredotočenost filma na Hanninu nepismenost, u usporedbi s bešćutnošću čina koji je ona počinila. Kirk Honeycutt iz The Hollywood Reportera bio je velikodušniji, napisavši da je riječ "dobro ispričanom filmu o odrastanju". Pohvalio je Winslet i Krossa, te Lenu Olin i Bruna Ganza za "hrabre, intenzivne i nezaboravne izvedbe". Također je pohvalio snimatelje Chrisa Mengesa i Rogera Deakinsa.
Kritičarka Huffington Posta, Thelma Adams otišla je toliko daleko da je autore filma optužila za promicanje dječje pornografije. Scenarist David Hare je optužbe odbio s gnušanjem, naglasivši da je ekipa strogo pazila da se film ne pretvori u nešto slično.
Film su brojni kritičari svrstali u "top 10" filmova 2008.

### Zarada
Film je u američka kina stigao 10. prosinca 2008. i u prva je tri dana prikazivanja zaradio 168.051 dolar. U svjetsku je distribuciju krenuo 30. siječnja 2009. te je do 1. rujna zaradio oko 109.000.000 dolara širom svijeta.

### Nagrade i nominacije
Film je dobitnik brojnih nagrada i priznanja. Kate Winslet je dobila Oscara za najbolju glavnu glumicu, nakon što je prije toga za istu ulogu nagrađena Zlatnim globusom za najbolju sporednu glumicu. To se dogodilo jer su braća Weinstein odlučili "sniziti" kategoriju kako bi Winslet dali šansu da osvoji Zlatni globus za najbolju glumicu u drami za ulogu u filmu Put oslobođenja pa je na kraju Winslet ponijela oba Zlatna globusa. Na novinskoj konferenciji nakon dodjele Oscara Winslet je priznala da je "vježbala izraze lica da ne izgleda nesretno ako još jednom izgubi", s obzirom na to da joj je to bila šesta nominacija za prestižnu nagradu.
Stephen Daldry je za Ženu kojoj sam čitao po treći put nominiran za Oscara za najboljeg redatelja, no nagrada mu je ponovno izmaknula.
| Nagrade                              | Nagrade                          | Nagrade                                                            | Nagrade    |
| Nagrada                              | Kategorija                       | Naziv                                                              | Rezultat   |
| ------------------------------------ | -------------------------------- | ------------------------------------------------------------------ | ---------- |
| 81. dodjela Oscara                   | Najbolja glumica                 | Kate Winslet                                                       | Osvojeno   |
| 81. dodjela Oscara                   | Najbolja fotografija             | Roger Deakins i Chris Menges                                       | Nominacija |
| 81. dodjela Oscara                   | Najbolji redatelj                | Stephen Daldry                                                     | Nominacija |
| 81. dodjela Oscara                   | Najbolji film                    | Sydney Pollack, Anthony Minghella, Redmond Morris, Donna Gigliotti | Nominacija |
| 81. dodjela Oscara                   | Najbolji adaptirani scenarij     | David Hare                                                         | Nominacija |
| Nagrade BAFTA                        | Najbolja glumica                 | Kate Winslet                                                       | Osvojeno   |
| Nagrade BAFTA                        | Najbolja fotografija             | Roger Deakins i Chris Menges                                       | Nominacija |
| Nagrade BAFTA                        | Najbolji redatelj                | Stephen Daldry                                                     | Nominacija |
| Nagrade BAFTA                        | Najbolji film                    |                                                                    | Nominacija |
| Nagrade BAFTA                        | Najbolji adaptirani scenarij     | David Hare                                                         | Nominacija |
| Broadcast Film Critics Association   | Top 10 filmova godine            |                                                                    | Osvojeno   |
| Broadcast Film Critics Association   | Najbolji film                    |                                                                    | Nominacija |
| Broadcast Film Critics Association   | Najbolja sporedna glumica        | Kate Winslet                                                       | Osvojeno   |
| Broadcast Film Critics Association   | Najbolji mladi glumac            | David Kross                                                        | Nominacija |
| Zlatni globus                        | Najbolji redatelj                | Stephen Daldry                                                     | Nominacija |
| Zlatni globus                        | Najbolji film – drama            |                                                                    | Nominacija |
| Zlatni globus                        | Najbolji scenarij                | David Hare                                                         | Nominacija |
| Zlatni globus                        | Najbolja sporedna glumica        | Kate Winslet                                                       | Osvojeno   |
| San Diego Film Critics Society       | Najbolja glumica                 | Kate Winslet                                                       | Osvojeno   |
| Satellite Awards                     | Top 10 filmova 2008.             |                                                                    |            |
| Satellite Awards                     | Najbolja glumica - drama         | Kate Winslet                                                       | Nominacija |
| Satellite Awards                     | Najbolji redatelj                | Stephen Daldry                                                     | Nominacija |
| Satellite Awards                     | Najbolji film – drama            |                                                                    | Nominacija |
| Satellite Awards                     | Najbolji adaptirani scenarij     | David Hare                                                         | Nominacija |
| Nagrada Udruge filmskih i TV glumaca | Najbolja sporedna glumica - film | Kate Winslet                                                       | Osvojeno   |

### Kućna izdanja
Film se na DVD-u pojavio 14. travnja, a u Blu-ray formatu 28. travnja 2009.

## Vanjske poveznice
- Službena stranica  Arhivirana inačica izvorne stranice od 24. ožujka 2009. (Wayback Machine) (engl.)
- Žena kojoj sam čitao u internetskoj bazi filmova IMDb-a
- Žena kojoj sam čitao na Rotten Tomatoes
- Žena kojoj sam čitao na Box Office Mojo